# Rebecca Rott
Rebecca Rott (* 14. März 2004 in Bensheim) ist eine ehemalige deutsche Handballspielerin, die dem Kader des Bundesligisten TuS Metzingen angehörte.

## Karriere

### Im Verein
Rott begann das Handballspielen im Alter von fünf Jahren bei der TuS Metzingen. Mit 15 Jahren gehörte die Rückraumspielerin dem Kader der Bundesligamannschaft der TuS Metzingen an. Am 14. September 2019 bestritt sie gegen die TSG Ketsch ihren ersten Einsatz in der Bundesliga und erzielte zwei Treffer. Zwischen 2021 und 2023 war sie zusätzlich per Zweitspielrecht für den Zweitligisten SG H2Ku Herrenberg spielberechtigt. Mit dem TuS Metzingen gewann sie im Jahr 2024 den DHB-Pokal. Beim 30:28-Finalerfolg gegen die SG BBM Bietigheim verwandelte sie fünf von fünf Siebenmeter. Aufgrund von permanenten Rückenbeschwerden im unteren Rücken beendete sie im November 2024 ihre Karriere.

### In Auswahlmannschaften
Rott gehörte der Auswahlmannschaft von Baden-Württemberg an, mit der sie im Jahr 2019 den Deutschland-Cup gewann. Beim Endturnier wurde sie in das All-Star-Team gewählt. Sie absolvierte zwölf Länderspiele für die deutsche Jugendnationalmannschaft. Rott nahm an der U-17-Europameisterschaft 2019 teil, die Deutschland auf dem siebten Platz abschloss.

## Sonstiges
Ihre Mutter Edina Rott spielte ebenfalls Handball.